# Albert Bridge (Londen)
De Albert Bridge is een brug over de rivier de Theems in Londen. De brug is gebouwd als verbinding tussen Chelsea op de noordelijke oever en Battersea op de zuidoever. Hij is ontworpen en gebouwd door Rowland Mason Ordish in 1873 als tuibrug volgens het Ordish-Lefeuvre principe. Structureel gezien was dit geen goede constructie en het ontwerp werd daarom aangepast door Joseph Bazalgette tussen 1884 en 1887 door het toevoegen van een aantal onderdelen van een hangbrug. De Greater London Council liet in 1973 verdere versterkingen uitvoeren door de toevoeging van twee betonnen brugpijlers, waardoor de centrale overspanning een eenvoudige balkbrug werd. Als gevolg van deze wijzigingen is de brug tegenwoordig een bijzondere kruising van drie verschillende stijlen.
Albert Bridge · Chelsea Bridge · Grosvenor Bridge · Vauxhall Bridge · Lambeth Bridge · Westminster Bridge · Hungerford Bridge · Waterloo Bridge · Blackfriars Bridge · Blackfriars Railway Bridge · Millennium Bridge · Southwark Bridge · Cannon Street Railway Bridge · London Bridge · Tower Bridge

Zie ook: Lijst van oeververbindingen van de Theems